# ソニア・ペトロヴィッチ
ソニア・ペトロヴィッチ（セルビア語: Соња Петровић、1989年2月18日 - ）は、セルビアの女子プロバスケットボール選手。WNBAのフェニックス・マーキュリー、チェコリーグのUSKプラハ、そしてバスケットボール女子セルビア代表に所属している。
WNBA入り前はWBCレッドスター・ベオグラード、UBバルサ、CJMブルージュ・バスケット、WBCスパルタク・モスクワ・リージョンに所属した。

## ナショナルチーム
2015年にユーロバスケットブダペスト大会で金メダルを獲得し、セルビアとしては初五輪となるリオデジャネイロ五輪出場を果たす。